# Пистирос
 Тази статия е за античния търговски център.  За езерото в Антарктика вижте Пистирос (езеро).  
Пистирос (на старогръцки: Πίστιρος) е археологии обект от развалини от древногръцки търговски град-колония на тракийски земи, намирал се на левия бряг на р. Марица.
Развалините попадат в днешната област Пазарджик, община Септември, между градовете Септември (на 2,2 километра) и Ветрен (на 3,5 км), близо до селата Мененкьово (на 2 км) и Аканджиево (на 2,9 км) от община Белово.
Градът е създаден от елински търговци в земите на траките от племето беси. Представлява пример на основаване на гръцко търговско селище (емпорион) от V в. пр.н.е. не на брега на морето, а във вътрешността, което е рядко срещано в европейската археология.

## Проучване
През 1988 г. в землището на Ветрен проф. Мечислав Домарадски започва разкопки на обект, намиращ се на левия бряг на р. Марица, довели до откриването на голям търговски център, изиграл важна роля в икономическия и културния живот на древна Тракия. В проучванията взимат участие екипи от Карловия университет в Прага, университетите в Брадфорд и Ливърпул, Френската археологическа школа в Атина. Експонати от разкопките са изложени в Археологическия музей в град Септември.
Името му Пистирос става известно благодарение на открития през 1990 г. в Бона Мансио т.нар. Ветренски надпис на старогръцки език, разчетен и публикуван от проф. Велизар Велков и д-р Лидия Домарадска

## История
Пистирос е основан от гръцки търговци от о-в Тасос. Поддържа интензивни отношения с най-важните икономически центрове на Беломорска Тракия. Основан е по време на първите царе на Одриската държава – Терес или Ситалк. По времето на Амадок I колонията поддържа широки търговски контакти. При Котис I и неговите наследници търговците от Тасос, Аполония и Маронея получават гаранции за неприкосновеността на живота, имуществото и дейността си, отразени във Ветренския надпис. Това съвпада с периода на най-големия разцвет на Пистирос.
Откритите в Пистирос надгробни надписи, както и врязаните върху керамика имена, доказват, че жителите му са елини, но има и траки. Центърът е унищожен при галското нашествие на Балканите. След опожаряването на селището от келтите в началото на III в. пр.н.е. върху неговите руини възниква работилница за производство на фибули и др. украшения от желязо, бронз и сребро.
Проучването на костните останки от птици в селището показва наличието на 16 вида/форми птици, сред които зеленоглава патица (Anas platyrhynchos), сива гъска (Anser anser), обикновен мишелов (Buteo buteo), домашна кокошка (Gallus gallus domestica), сив жерав (Grus grus), бял щъркел (Ciconia ciconia), сива врана (Corvus cornix) и белогуш дрозд (Turdus cf. torquatus). Сивият жерав е бил обект на лов. Домашната кокошка е била масово отглеждана и съставлява около 69 % от всички находки.